# 日本脊龍蝦
日本脊龍蝦（學名：Linuparus trigonus）又名三角脊龍蝦。俗名: 龙虾、红龙虾，在台灣也稱柴龍蝦 ，日語漢字寫作 。

## 产地及产期
广泛分布于日本、南太平洋和印度洋，为南太平洋的重要品种。